# Шеркалы
Шеркалы — село в Октябрьском районе Ханты-Мансийского автономного округа — Югры (Россия). Входит в состав сельского поселения Шеркалы.
Почтовый индекс — 628121, код ОКАТО — 71121936001.

## Население
| 2010 | 2012 | 2013 | 2014  | 2015 | 2016 | 2017 |
| ---- | ---- | ---- | ----- | ---- | ---- | ---- |
| 987  | ↘931 | ↘898 | ↗903  | ↘880 | ↘865 | ↘849 |
| 2018 | 2019 | 2020 | 2021  |      |      |      |
| ↘817 | ↘803 | ↘790 | ↗1235 |      |      |      |

Национальный состав по данным Всероссийской переписи 2002 года: русские (70 %), ханты (21 %)

## Климат
Климат резко континентальный, зима суровая, с сильными ветрами и метелями, продолжающаяся семь месяцев. Лето относительно тёплое, но быстротечное.

## Археология
Мысовое городище Шеркалы-1 в окрестностях села Шеркалы было основано на берегу Оби славянами, пришедшими X—XI веках из Северного Прикамья. Мощность культурного слоя на городище достигает 3 м. Отдельные элементы архитектурной планировки домов и каменных печей имеют аналогии на севере Руси — у славян Новгородской и Псковской областей. Городище Шеркар (Шеркалы I) функционировало с XI до XVI века.